# Constanz Feldt
Constanz Feldt (* 16. Oktober 1867 in Lüneburg; † 22. Mai 1942 in Berlin) war ein deutscher Konteradmiral der Kaiserlichen Marine.

## Leben
Constanz Feldt trat am 16. April 1886 in die Kaiserliche Marine ein. Am 14. Oktober 1890 erhielt er als Unterleutnant zur See das Zeugnis der Reife zum Seeoffizier erteilt. Im März 1891 wurde er auf die Albatross kommandiert. Im September des gleichen Jahres erfolgte seine Einschiffung nach Kamerun und er kam dort auf die Hyäne.
Zum 1. Mai 1895 wurde er als Leutnant zur See zur Dienstleistung an das Reichsmarineamt kommandiert. Zum Herbst 1896 wurde er zum Vermessungsdetachement Kamerun kommandiert.
Von April 1910 bis April 1912 war er Kommandant der Hansa und wurde in Position am 19. November 1910 zum Kapitän zur See befördert.
Ab Oktober 1912 war er bis August 1915 Kommandant der Preußen. Anschließend übernahm er bis November 1916 die Kronprinz. Mit der Kronprinz nahm er in der 5. Division im III. Schlachtgeschwader an der Skagerrakschlacht teil. Er wurde Chef des Stabes bei der Marinestation der Nordsee und blieb dies bis August 1918. Bis zu seiner Verabschiedung war er als Nachfolger von Konteradmiral Ernst Goette II. Admiral des III. Geschwaders. Am 14. Oktober 1917 wurde er zum Konteradmiral befördert. Am 17. Januar 1919 wurde er aus der Marine verabschiedet.

Im Zuge der vermehrten Befehlsverweigerungen Ende Oktober, welche gegen einen geplanten Flottenvorstoß gerichtet waren, beorderte das Flottenkommando das III. Geschwader zurück nach Kiel, wo bereits der Hauptunruheherd von Protesten lag. Dabei wurden bereits 48 Besatzungsmitglieder verhaftet, was zu Protesten führte und letztendlich zum Kieler Matrosenaufstand führte. Am 4. November wurde das III. Geschwader (ohne die König, die bereits im Dock lag) nach Travemünde verlegt, um den Unruheherd zu beseitigen. In Travemünde kam es zu intensiven Debatten zwischen den Offizieren und den Mannschaften. Der Kapitänleutnant Hermann von Schweinitz vermerkte am 4. November 1918 in seinem Tagebuch zu den Ereignissen:
II. Admiral Feldt und Kommandant Mörsberger weinerlich, ein unwürdiger Anblick, sind völlig durchgetörnt, aber man löst sie nicht ab
 Vor einer Entscheidung, ob man sich dem Soldatenrat in Kiel unterstellen sollte, bzw. ob die Regierung den Soldatenrat anerkennen würde, beschloss man, eine Delegation nach Kiel und eine weitere zum Reichsmarineamt zu schicken. Der letzteren Delegation gehörten auch Offiziere an, darunter Feldt als II. Admiral des Geschwaders. Dies wurde von dem Kapitän zur See Karl von Restorff, Abteilungschef im Marinekabinett, als unerhörter Vorgang angesehen.  Feldt traf mit ca. 20 Matrosen in Berlin ein. Die Delegation wurde vom Staatssekretär des Reichsmarineamtes, Vizeadmiral Ernst Ritter von Mann Edler von Tiechler, und dem Politiker Conrad Haußmann zu Gesprächen empfangen.
Bis 1916 hatte er das u. a. den Roten Adlerorden 3. Klasse mit Schleife und den Kronenorden 2. Klasse erhalten.
Sein Sohn war der spätere Korvettenkapitän der Kriegsmarine Klaus Feldt (1912–2010).